# Horst Bonacker
Horst Bonacker (* 18. Mai 1937 in Quadrath-Ichendorf) ist ein ehemaliger deutscher Fußballschiedsrichter.

## Werdegang
Bonacker gab am 7. September 1968 mit dem Spiel VfB Stuttgart gegen Eintracht Frankfurt sein Debüt als Schiedsrichter in der Bundesliga. In seinen ersten beiden Saisons leitete er vier Spiele. Erst in der Saison 1970/71 kam er zu sieben Einsätzen. Auch 1971/72 leitete er sieben Spiele. Nachdem es in der Saison 1972/73 mit dem Spiel zwischen Eintracht Braunschweig und Werder Bremen nur ein Spiel war, welches er leitete, kam er in seiner letzten Saison 1973/74 noch einmal zu sieben Einsätzen. Das letzte von Bonacker geleitete Spiel war die Partie zwischen dem FC Schalke 04 und dem MSV Duisburg am 11. Mai 1974. In seinem letzten Jahr pfiff er zudem ein Spiel im DFB-Pokal.